# Mapa Zeměplochy
Mapa Zeměplochy (anglicky The Discworld Mapp) je druhá ze série čtyř map Zeměplochy. Namalována byla Stephenem Briggsem za spolupráce Terryho Pratchetta, který také napsal komentář. Do češtiny ji v roce 1995 přeložil Jan Kantůrek.